# 俄羅斯聯邦緊急情況部
俄羅斯聯邦民防、緊急情況及消除自然災害後果部（俄语：Министерство России по делам гражданской обороны, чрезвычайным ситуациям и ликвидации последствий стихийных бедствий），或簡稱為緊急情況部（俄语：Министерство по чрезвычайным ситуациям – МЧС России），國際上通稱為EMERCOM（Emergency Control Ministry的字首縮寫，意為緊急情況控制部），是俄羅斯聯邦政府的行政部門之一，由前俄罗斯总统鲍里斯·叶利钦於1994年1月10日建立。緊急情況部的歷史可追溯至1990年12月27日，當時的俄罗斯苏维埃联邦社会主义共和国在國內建立了俄羅斯救援部隊，並以其作為國內緊急情況的快速反應機構。

## 歷史
俄羅斯民防的歷史可追溯至莫斯科公国統治時期。稍後於1649年時，俄羅斯沙皇阿列克谢·米哈伊洛维奇·罗曼诺夫頒布了《內政救援方針法案》，正式建立了莫斯科市內的消防服務，同時也是全俄罗斯第一個消防局。當彼得大帝登基為沙皇時，聖彼得堡以當時西方的消防部門為範本，建構了自己的消防局。1863年時，在亞歷山大二世沙皇的命令下，圣彼得堡消防局轉型為全俄羅斯與全东欧第一個專責救火的消防單位。
自1932年起，民防事務先由隸屬於苏联国土防空军的地方防空單位（／Mestnaya protivovozdushnaya oborona PVO-S）負責；稍後又於1940年移轉與內務人民委員部。1960年時，民防業務回歸國防部管轄，並成為蘇維埃武裝力量的業務之一，而內務部則繼續負擔消防勤務。
在1986年的切尔诺贝利核事故與1988年的亞美尼亞大地震後，俄罗斯苏维埃联邦社会主义共和国最高主席團於1990年7月17日決定創設俄羅斯救援部隊（Российский корпус спасателей），並於同年12月27日正式由蘇聯政府成立。
1991年4月17日，俄羅斯最高主席團指派谢尔盖·绍伊古擔任國家特別情況委員會主席（Государственный Комитет по чрезвычайным ситуациям, ГКЧС），而俄羅斯救援部隊亦正式被裁撤。
1991年11月19日，國家特別情況委員會與蘇聯民防總部合併，成為俄羅斯聯邦民防事務、特別情況與自然災害救援國家委員會，直屬於俄羅斯總統。
1994年1月10日，國家委員會正式成為俄羅斯聯邦政府的一部分，同時亦升格為聯邦部門，並被重新命名為俄羅斯聯邦民防、緊急情況及消除自然災害後果部，由謝爾蓋·紹伊古出任首任部長。
2002年1月1日，俄羅斯國家消防局成為緊急情況部的下級機構。自此，消防服務在歷經84年後，不再是內務部的管轄範圍。
2012年5月12日，弗拉基米爾·普契科夫被指派為新任部長，接替谢尔盖·绍伊古；而後者則在短暫出任莫斯科州州長後成為俄罗斯联邦国防部長。

## 職責
根據緊急情況部的資料，該部所得行使行政權的範圍包含下列數項：
- 在部門能力範圍內，發展對應緊急情況之反應程序與國家政策
- 統一指揮及管理俄羅斯聯邦境內之民防與搜救事務
- 設置並精進俄羅斯災害管理系統（Общероссийская комплексная система информирования и оповещения населения в местах массового пребывания людей）
- 指揮任何旨在消除大規模災害、危難與緊急情況之活動
- 執行特殊水下事務
- 監督聯邦政府對於災害防治預算與資源之調度運用
- 訓練人民、政府機構與聯邦武裝力量對於災害控管與反應之能力
- 在部門管轄權限內策劃國際合作救援事務

## 下轄部門

### 委員會
- 俄羅斯聯邦森林火災內部委員會
- 俄羅斯聯邦水災內部委員會
- 海洋水域內部統籌海事委員會
- 俄羅斯聯邦搜救人員證照內部委員會

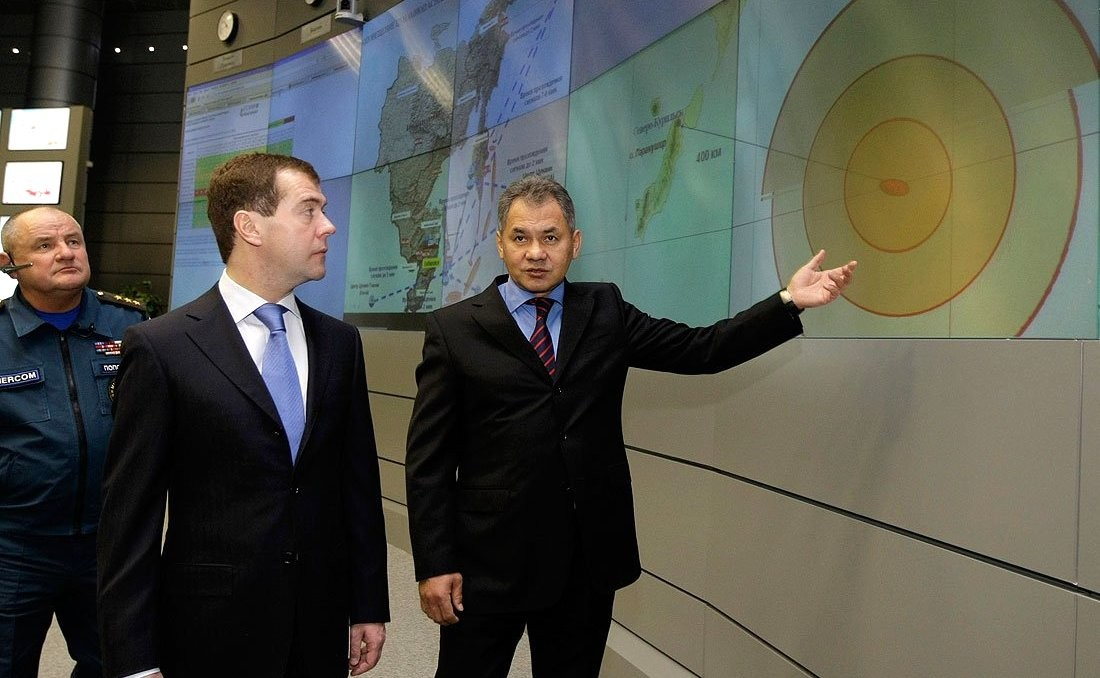
谢尔盖·绍伊古自1991年起至2012年止擔任緊急情況部部長。

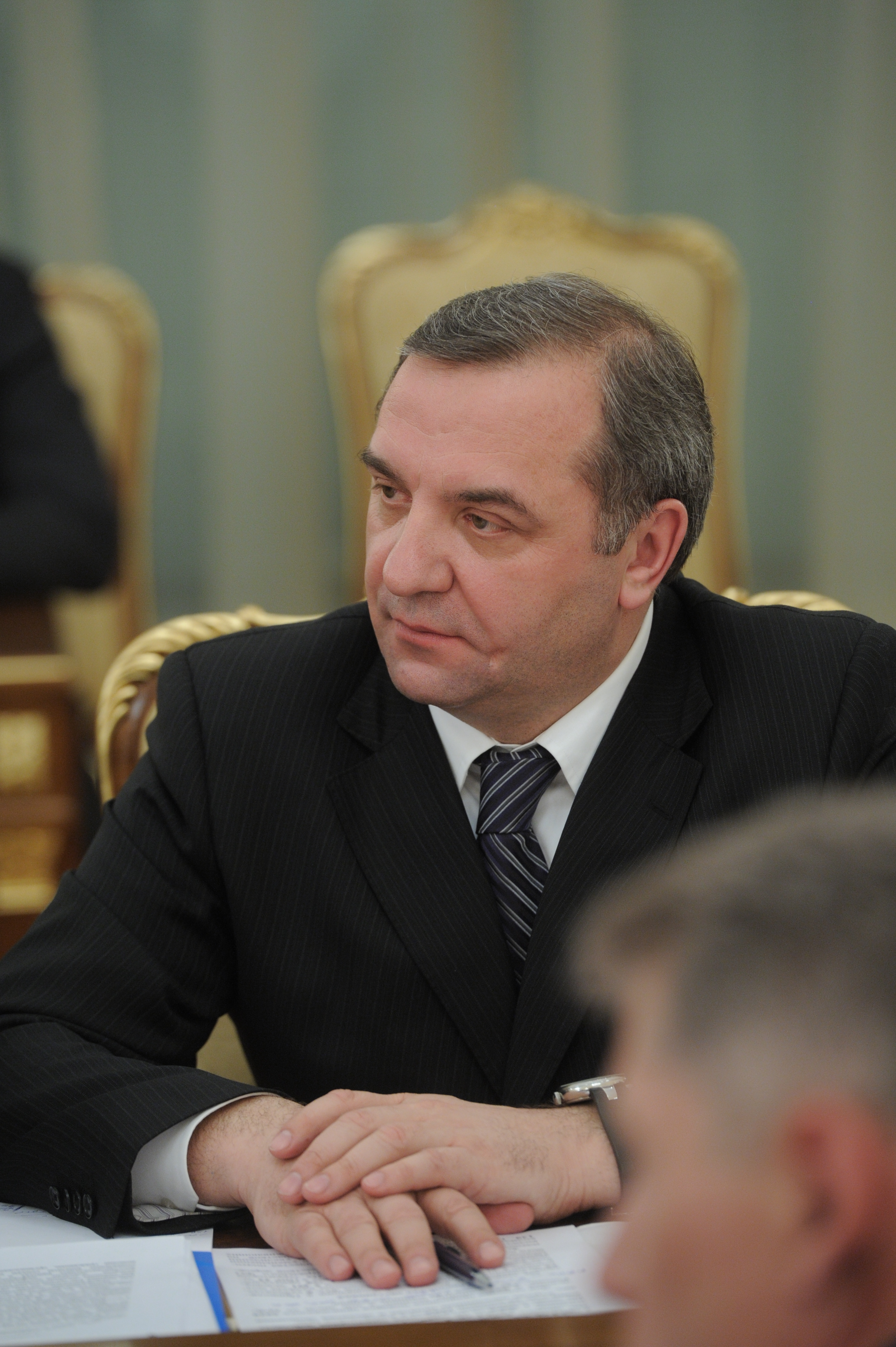
弗拉基米爾·普契科夫自2012年5月起擔任緊急情況部部長

緊急情況部可透過總理向俄罗斯联邦国防部或俄羅斯國家衛隊請求協助。如此一來，該部既有國際協調能力，亦能在需要時自國內籌措必要的資源。
國際合作部為擴大緊急情況部執行任務的範圍與能力，已和德国、意大利、法国、瑞士、波兰、白俄罗斯、格鲁吉亚與哈萨克斯坦等國簽訂互助協議。此外，蒙古、拉脫維亞、芬兰、亞美尼亞、摩尔多瓦、塞尔维亚與爱沙尼亚等國亦有意與緊急情況部簽定雙邊互助協定。緊急情況部與聯合國難民署亦簽有協定，並正尋求與歐洲安全與合作組織及北大西洋公约组织簽訂類似協定的機會。

### 部門
- 人口與領土防護部
- 災害防治部
- 行動部
- 國際合作部
- 消除輻射與其他災害後果部
- 科學與科技部
- 管理部

### 指揮單位
- 區域中心：緊急情況部於九處地點設有區域控制中心，分別為莫斯科、圣彼得堡、顿河畔罗斯托夫、薩馬拉、葉卡捷琳堡、新西伯利亚、克拉斯諾亞爾斯克、赤塔與伯力。
- 民防與緊急情況總部：緊急情況部於許多地區、州、行政區與市鎮內設有民防與緊急情況總部。
- 指揮與控制中心：此種中心設於莫斯科與各州首府。
- 訓練教育機構：包含民防學院、訓練與方法論中心、全俄羅斯科學研究院、全俄羅斯監控與實驗控制中心，以及民防問題科學分析中心。

### 救援单位
- 俄羅斯联邦國家消防队
- 专业紧急救援队
- 中央航空救援隊
- 油田救援队
- 矿山搜救队
- 军事救援部队
  - "领导者"（Лидер）高风险特殊救援中心，军事编号：35489
  - 获得朱可夫勋章的“涅夫斯基”红旗救援中心，军事编号：01630
  - “图拉”救援中心，军事编号：11349
  - 获得朱可夫勋章的“诺金斯克”救援中心，军事编号：84411
  - “西伯利亚”救援中心，军事编号：52987
  - “顿斯科伊”救援中心，军事编号：11350
- 搜索勤務隊
- 莫斯科緊急情況部民防學院

## 歷任部長

### 謝爾蓋·紹伊古
緊急情況部的首任部長為谢尔盖·绍伊古。他於1991年11月受叶利钦總統任命擔任俄羅斯聯邦民防事務、特別情況與自然災害救援國家委員會主席，後於1994年10月獲授少將軍階，其委員會亦於同年1月升格為聯邦部門。葉爾辛總統為展現出他對緊急情況部的重視，遂於1994年2月1日以總統令將紹伊古部長列席俄羅斯聯邦安全會議。2012年5月，紹伊古被指派為莫斯科州州長，並因而辭去了緊急情況部部長的職務。

### 弗拉基米爾·普契科夫
弗拉基米爾·普契科夫原先是紹伊古的副手，在緊急情況部內出任副部長一職。2012年5月紹伊古離任後，他被時任總理的梅德維傑夫任命為部長。

### 叶甫根尼·济尼切夫
2018年5月18日起，出任俄联邦紧急情况部部长。2021年9月8日，在克拉斯诺亚尔斯克边疆区诺里尔斯克市参加北极地区的紧急情况演习期间舍己救人，不幸牺牲，被追授“俄罗斯英雄”终身荣誉称号，以表彰其在执行公务时表现出的英勇无畏。

### 库连科夫
2022年5月25日起，出任俄联邦紧急情况部部长。

## 裝備

### 航空
| 名稱        | 類型           | 原產國 | 圖片 |
| ----------- | -------------- | ------ | ---- |
| 卡-226      | 輕型通用直升機 | 俄羅斯 |      |
| 卡-32A      | 運輸直升機     | 俄羅斯 |      |
| 米-26       | 重型起重直升機 | 苏联   |      |
| 米-8        | 運輸直升機     | 苏联   |      |
| 伊留申-76TD | 運輸機         | 苏联   |      |
| An-3        | 多用途飛機     | 俄羅斯 |      |
| An-74P      | 運輸機         | 苏联   |      |
| Be-200      | 多功能飛艇     | 俄羅斯 |      |
| An-148      | 客機           | 乌克兰 |      |
| 伊尔-62     | 客機           | 苏联   |      |
| 雅克-42     | 客機           | 苏联   |      |

### 車輛
| 名稱               | 類型         | 原產國 | 圖片 |
| ------------------ | ------------ | ------ | ---- |
| GAZelle GAZ-2705   | 救護車       | 俄羅斯 |      |
| PPU48-03           | 機動控制站   | 俄羅斯 |      |
| ASM-41-022         | 多用途救援車 | 俄羅斯 |      |
| ASM-48-031         | 救援車       | 俄羅斯 |      |
| 山地搜索單位運輸車 | 運輸車       | 俄羅斯 |      |
| Petrovich-204-60   | 全地形車     | 俄羅斯 |      |
| ZiL-49061          | 兩棲車輛     | 苏联   |      |

### 艦艇
| 名稱                      | 類型   | 原產國 | 圖片 |
| ------------------------- | ------ | ------ | ---- |
| Mars-700                  | 氣墊船 | 俄羅斯 |      |
| Mars-2000                 | 氣墊船 | 俄羅斯 |      |
| Khivus-6                  | 氣墊船 | 俄羅斯 |      |
| Mongoose (project 12150M) | 風扇艇 | 俄羅斯 |      |

## 外部連結
- 官方网站